# Фемке Деккер
Фемке Деккер  (нід. Femke Dekker, 11 липня 1979) — нідерландська веслувальниця, олімпійська медалістка.

## Виступи на Олімпіадах
| Олімпіада   | Дисципліна                      | Місце |
| ----------- | ------------------------------- | ----- |
| Сідней 2000 | двійка розстібна без стернового | 10    |
| Афіни 2004  | одиночка                        | 10    |
| Пекін 2008  | вісімка розстібна зі стерновим  | 2     |